# Juscelino Kubitschek
Juscelino Kubitschek (Diamantina, 1902. szeptember 12. – Resende, 1976. augusztus 22.) brazil orvos és politikus. 1956 és 1961 között Brazília 21. elnöke.

## Élete
Édesapja, João César de Oliveira (1872–1905) két évvel Juscelino születése után elhunyt. Édesanyja, a cseh és cigány származású Júlia Kubitschek (1873–1973) vezetéknevét vette fel. 1940 és 1945 között Belo Horizonte polgármestere volt. 1956 és 1961 között ő volt Brazília elnöke, hivatali ideje alatt lett az ország új fővárosa Brazíliaváros. 
1976-ban közlekedési balesetben vesztett életét.